# 15e étape du Tour d'Italie 2015
Pour un article plus général, voir Tour d'Italie 2015.
La 15e étape du Tour d'Italie 2015 s'est déroulée le dimanche 24 mai 2015. Elle part de Marostica et arrive à Madonna di Campiglio après 165 km.

## Parcours
Cette quinzième étape se déroule sous la forme d'une étape en ligne entre Marostica et Madonna di Campiglio. Elle est classée haute montagne par les organisateurs, le parcours comprend deux côtes ou cols classées en deuxième (La Fricca (km 60,1) ) et première catégorie (Passo Daone (km 134) et Madonna di Campiglio (km 165) ).

## Déroulement de la course
De nombreuses attaques animent le début de course, sans parvenir à former d'échappée. Beñat Intxausti (Movistar), Giovanni Visconti (Movistar) et Ilnur Zakarin (Katusha) sont les premiers à pouvoir le faire. Ils passent dans cet ordre à La Fricca, avec 46 secondes d'avance sur le peloton. Ils sont rejoints dans la descente par Sérgio Paulinho (Tinkoff-Saxo), puis par Kanstantsin Siutsou (Sky), Hubert Dupont et Matteo Montaguti (AG2R-La Mondiale), Diego Rosa (Astana), Brent Bookwalter (BMC) et Francesco Gavazzi (Southeast). L'équipe Tinkoff-Saxo, qui mène le peloton, les laisse prendre trois minutes d'avance.
À moins de soixante kilomètres de l'arrivée, Siutsou et Visconti s'échappent, rejoints par Dupont et Bookwalter, tandis que le peloton revient à deux minutes. Bookwalter est distancé dès les premières pentes du Passo Daone, et est repris par le peloton, comme l'ont été les autres membres de l'échappée. Siutsou, Visconti et Dupont ne résistent pas longtemps après le Passo Danoe, Dupont étant le dernier rattrapé, au début de l'ascension finale.
Dans l'ascension du Passo Daone, Richie Porte (Sky), Roman Kreuziger (Tinkoff-Saxo), Rigoberto Urán (Etixx-Quick Step) sont distancés par le peloton, emmené par les coureurs d'Astana. Fabio Aru, leader de cette équipe, compte cinq équipiers, tandis qu'Alberto Contador n'a plus que Michael Rogers à ses côtés. Dans la descente, Kreuziger parvient à revenir, mais chute avec Darwin Atapuma (BMC) et Jurgen Van den Broeck (Lotto-Soudal). Durant la dernière ascension, l'équipe Astana mène le train du groupe de tête, qui se réduit peu à peu. Après le relais de Tanel Kangert, il ne reste plus que quatre coureurs : Fabio Aru, Mikel Landa (Astana), Yury Trofimov (Katusha) et Alberto Contador. À trois kilomètres de l'arrivée, Landa attaque, et est contré par Contador. Aru et Trofimov parviennent à les rejoindre. Trofimov attaque à son tour à un kilomètre. Il semble en mesure d'obtenir la victoire, mais Landa part à sa poursuite et le rattrape à 450 mètres de la ligne d'arrivée. Mikel Landa offre à Astana sa deuxième victoire d'étape sur ce Giro.
Grâce à sept secondes de bonifications, Contador accroît son avance sur Aru au classement général. Andrey Amador (Movistar), sixième de l'étape, reste troisième du classement général, à plus de quatre minutes de Contador. Derrière ce podium, le classement général connaît des changements importants : Rigoberto Urán perd huit minutes, Jürgen Van Den Broeck près de six minutes. Ils sont écartés de la course au podium.

## Résultats

### Classement de l'étape
| Classement de l'étape | Classement de l'étape | Classement de l'étape | Classement de l'étape | Classement de l'étape |
|                       | Coureur               | Pays                  | Équipe                | Temps                 |
| --------------------- | --------------------- | --------------------- | --------------------- | --------------------- |
| 1er                   | Mikel Landa           | Espagne               | Astana                | en 4 h 22 min 35 s    |
| 2e                    | Yury Trofimov         | Russie                | Katusha               | + 2 s                 |
| 3e                    | Alberto Contador      | Espagne               | Tinkoff-Saxo          | + 5 s                 |
| 4e                    | Fabio Aru             | Italie                | Astana                | + 6 s                 |
| 5e                    | Steven Kruijswijk     | Pays-Bas              | Lotto NL-Jumbo        | + 38 s                |
| 6e                    | Andrey Amador         | Costa Rica            | Movistar              | + 42 s                |
| 7e                    | Leopold König         | République tchèque    | Sky                   | + 1 min 0 s           |
| 8e                    | Tanel Kangert         | Estonie               | Astana                | + 1 min 10 s          |
| 9e                    | Alexandre Geniez      | France                | FDJ                   | + 1 min 49 s          |
| 10e                   | Damiano Caruso        | Italie                | BMC Racing            | + 2 min 13 s          |
| modifier              |                       |                       |                       |                       |

### Points attribués
|   | Cycliste            | Nat         | Équipe           | Pts | Bonif |
| - | ------------------- | ----------- | ---------------- | --- | ----- |
| 1 | Kanstantsin Siutsou | Biélorussie | Sky              | 8   | 3 s   |
| 2 | Brent Bookwalter    | États-Unis  | BMC Racing       | 4   | 2 s   |
| 3 | Hubert Dupont       | France      | AG2R La Mondiale | 1   | 1 s   |

|   | Cycliste         | Nat     | Équipe           | Pts | Bonif |
| - | ---------------- | ------- | ---------------- | --- | ----- |
| 1 | Hubert Dupont    | France  | AG2R La Mondiale | 8   | 3 s   |
| 2 | Alberto Contador | Espagne | Tinkoff-Saxo     | 4   | 2 s   |
| 3 | Tanel Kangert    | Estonie | Astana           | 1   | 1 s   |

| - Sprint final de Madonna di Campiglio (km 165) \| \| Cycliste \| Nat \| Équipe \| Points \| Bonif \| \| -- \| ----------------- \| ------------------ \| -------------- \| ------ \| ----- \| \| 1 \| Mikel Landa \| Espagne \| Astana \| 15 \| 10 s \| \| 2 \| Yury Trofimov \| Russie \| Katusha \| 12 \| 6 s \| \| 3 \| Alberto Contador \| Espagne \| Tinkoff-Saxo \| 9 \| 4 s \| \| 4 \| Fabio Aru \| Italie \| Astana \| 7 \| \| \| 5 \| Steven Kruijswijk \| Pays-Bas \| Lotto NL-Jumbo \| 6 \| \| \| 6 \| Andrey Amador \| Costa Rica \| Movistar \| 5 \| \| \| 7 \| Leopold König \| République tchèque \| Sky \| 4 \| \| \| 8 \| Tanel Kangert \| Estonie \| Astana \| 3 \| \| \| 9 \| Alexandre Geniez \| France \| FDJ \| 2 \| \| \| 10 \| Damiano Caruso \| Italie \| BMC Racing \| 1 \| \| |                   |                    |                |        |       |
| | Cycliste          | Nat                | Équipe         | Points | Bonif |
| 1 | Mikel Landa       | Espagne            | Astana         | 15     | 10 s  |
| 2 | Yury Trofimov     | Russie             | Katusha        | 12     | 6 s   |
| 3 | Alberto Contador  | Espagne            | Tinkoff-Saxo   | 9      | 4 s   |
| 4 | Fabio Aru         | Italie             | Astana         | 7      |       |
| 5 | Steven Kruijswijk | Pays-Bas           | Lotto NL-Jumbo | 6      |       |
| 6 | Andrey Amador     | Costa Rica         | Movistar       | 5      |       |
| 7 | Leopold König     | République tchèque | Sky            | 4      |       |
| 8 | Tanel Kangert     | Estonie            | Astana         | 3      |       |
| 9 | Alexandre Geniez  | France             | FDJ            | 2      |       |
| 10 | Damiano Caruso    | Italie             | BMC Racing     | 1      |       |

### Cols et côtes
|   | Cycliste          | Pays     | Équipe                      | Points |
| - | ----------------- | -------- | --------------------------- | ------ |
| 1 | Beñat Intxausti   | Espagne  | Movistar                    | 15     |
| 2 | Giovanni Visconti | Italie   | Movistar                    | 8      |
| 3 | Ilnur Zakarin     | Russie   | Katusha                     | 6      |
| 4 | Franco Pellizotti | Italie   | Androni Giocattoli-Sidermec | 4      |
| 5 | Stefano Pirazzi   | Italie   | Bardiani CSF                | 2      |
| 6 | Carlos Betancur   | Colombie | AG2R La Mondiale            | 1      |

|   | Cycliste            | Pays        | Équipe           | Points |
| - | ------------------- | ----------- | ---------------- | ------ |
| 1 | Giovanni Visconti   | Italie      | Movistar         | 35     |
| 2 | Kanstantsin Siutsou | Biélorussie | Sky              | 18     |
| 3 | Hubert Dupont       | France      | AG2R La Mondiale | 12     |
| 4 | Beñat Intxausti     | Espagne     | Movistar         | 9      |
| 5 | Carlos Betancur     | Colombie    | AG2R La Mondiale | 6      |
| 6 | Steven Kruijswijk   | Pays-Bas    | Lotto NL-Jumbo   | 4      |
| 7 | Igor Antón          | Espagne     | Movistar         | 2      |
| 8 | Paolo Tiralongo     | Italie      | Astana           | 1      |

| - Madonna di Campiglio, 1re catégorie (km 165) \| \| Cycliste \| Pays \| Équipe \| Points \| \| - \| ----------------- \| ------------------ \| -------------- \| ------ \| \| 1 \| Mikel Landa \| Espagne \| Astana \| 35 \| \| 2 \| Yury Trofimov \| Russie \| Katusha \| 18 \| \| 3 \| Alberto Contador \| Espagne \| Tinkoff-Saxo \| 12 \| \| 4 \| Fabio Aru \| Italie \| Astana \| 9 \| \| 5 \| Steven Kruijswijk \| Pays-Bas \| Lotto NL-Jumbo \| 6 \| \| 6 \| Andrey Amador \| Costa Rica \| Movistar \| 4 \| \| 7 \| Leopold König \| République tchèque \| Sky \| 2 \| \| 8 \| Tanel Kangert \| Estonie \| Astana \| 1 \| |                   |                    |                |        |
| | Cycliste          | Pays               | Équipe         | Points |
| 1 | Mikel Landa       | Espagne            | Astana         | 35     |
| 2 | Yury Trofimov     | Russie             | Katusha        | 18     |
| 3 | Alberto Contador  | Espagne            | Tinkoff-Saxo   | 12     |
| 4 | Fabio Aru         | Italie             | Astana         | 9      |
| 5 | Steven Kruijswijk | Pays-Bas           | Lotto NL-Jumbo | 6      |
| 6 | Andrey Amador     | Costa Rica         | Movistar       | 4      |
| 7 | Leopold König     | République tchèque | Sky            | 2      |
| 8 | Tanel Kangert     | Estonie            | Astana         | 1      |

### Classement au temps par équipes
| Classement par équipes au temps | Classement par équipes au temps | Classement par équipes au temps | Classement par équipes au temps |
|                                 | Équipe                          | Pays                            | Temps                           |
| ------------------------------- | ------------------------------- | ------------------------------- | ------------------------------- |
| 1re                             | Astana                          | Kazakhstan                      | en 13 h 9 min 1 s               |
| 2e                              | Movistar                        | Espagne                         | + 8 min 28 s                    |
| 3e                              | Sky                             | Royaume-Uni                     | + 11 min 27 s                   |
| modifier                        |                                 |                                 |                                 |

### Classement aux points par équipes
| Classement par équipes aux points | Classement par équipes aux points | Classement par équipes aux points | Classement par équipes aux points | Classement par équipes aux points |
|                                   | Équipes                           | Pays                              |                                   | Point(s)                          |
| --------------------------------- | --------------------------------- | --------------------------------- | --------------------------------- | --------------------------------- |
| 1re                               | Astana                            | Kazakhstan                        |                                   | 84                                |
| 2e                                | Katusha                           | Russie                            |                                   | 35                                |
| 3e                                | Tinkoff-Saxo                      | Russie                            |                                   | 30                                |
| modifier                          |                                   |                                   |                                   |                                   |

## Classements à l'issue de l'étape

### Classement général
| Classement final général | Classement final général | Classement final général | Classement final général | Classement final général |
|                          | Coureur                  | Pays                     | Équipe                   | Temps                    |
| ------------------------ | ------------------------ | ------------------------ | ------------------------ | ------------------------ |
| 1er                      | Alberto Contador         | Espagne                  | Tinkoff-Saxo             | en 60 h 1 min 34 s       |
| 2e                       | Fabio Aru                | Italie                   | Astana                   | + 2 min 35 s             |
| 3e                       | Andrey Amador            | Costa Rica               | Movistar                 | + 4 min 19 s             |
| 4e                       | Mikel Landa              | Espagne                  | Astana                   | + 4 min 46 s             |
| 5e                       | Leopold König            | Tchéquie                 | Sky                      | + 6 min 36 s             |
| 6e                       | Yury Trofimov            | Russie                   | Katusha                  | + 6 min 58 s             |
| 7e                       | Damiano Caruso           | Italie                   | BMC Racing               | + 7 min 10 s             |
| 8e                       | Maxime Monfort           | Belgique                 | Lotto-Soudal             | + 8 min 20 s             |
| 9e                       | Giovanni Visconti        | Italie                   | Movistar                 | + 9 min 52 s             |
| 10e                      | Alexandre Geniez         | France                   | FDJ                      | + 10 min 3 s             |
| modifier                 |                          |                          |                          |                          |

### Classement par points
| Classement par points | Classement par points | Classement par points | Classement par points | Classement par points |
| --------------------- | --------------------- | --------------------- | --------------------- | --------------------- |
|                       | Coureur               | Pays                  | Équipe                | Point(s)              |
| 1er                   | Elia Viviani          | Italie                | Sky                   | 119 points            |
| 2e                    | Giacomo Nizzolo       | Italie                | Trek Factory Racing   | 119 pts               |
| 3e                    | Nicola Boem           | Italie                | Bardiani CSF          | 109 pts               |
| 4e                    | Sacha Modolo          | Italie                | Lampre-Merida         | 91 pts                |
| 5e                    | Philippe Gilbert      | Belgique              | BMC                   | 83 pts                |
| modifier              |                       |                       |                       |                       |

### Classement du meilleur grimpeur
| Classement du meilleur grimpeur | Classement du meilleur grimpeur | Classement du meilleur grimpeur | Classement du meilleur grimpeur | Classement du meilleur grimpeur |
| ------------------------------- | ------------------------------- | ------------------------------- | ------------------------------- | ------------------------------- |
|                                 | Coureur                         | Pays                            | Équipe                          | Point(s)                        |
| 1er                             | Beñat Intxausti                 | Espagne                         | Movistar                        | 85 points                       |
| 2e                              | Mikel Landa                     | Espagne                         | Astana                          | 54 pts                          |
| 3e                              | Simon Geschke                   | Allemagne                       | Giant-Alpecin                   | 53 pts                          |
| 4e                              | Steven Kruijswijk               | Pays-Bas                        | Lotto NL-Jumbo                  | 53 pts                          |
| 5e                              | Carlos Betancur                 | Colombie                        | AG2R La Mondiale                | 53 pts                          |
| modifier                        |                                 |                                 |                                 |                                 |

### Classement du meilleur jeune
| Classement du meilleur jeune | Classement du meilleur jeune | Classement du meilleur jeune | Classement du meilleur jeune | Classement du meilleur jeune |
|                              | Coureur                      | Pays                         | Équipe                       | Temps                        |
| ---------------------------- | ---------------------------- | ---------------------------- | ---------------------------- | ---------------------------- |
| 1er                          | Fabio Aru                    | Italie                       | Astana                       | en 60 h 4 min 9 s            |
| 2e                           | Davide Formolo               | Italie                       | Cannondale-Garmin            | + 14 min 31 s                |
| 3e                           | Fabio Felline                | Italie                       | Trek Factory Racing          | + 1 h 7 min 49 s             |
| 4e                           | Esteban Chaves               | Colombie                     | Orica-GreenEDGE              | + 1 h 21 min 18 s            |
| 5e                           | Jan Polanc                   | Slovénie                     | Lampre-Merida                | + 1 h 24 min 25 s            |
| modifier                     |                              |                              |                              |                              |

### Classements par équipes

#### Classement au temps
| Classement par équipes au temps | Classement par équipes au temps | Classement par équipes au temps | Classement par équipes au temps |
|                                 | Équipe                          | Pays                            | Temps                           |
| ------------------------------- | ------------------------------- | ------------------------------- | ------------------------------- |
| 1re                             | Astana                          | Kazakhstan                      | en 179 h 30 min 47 s            |
| 2e                              | Movistar                        | Espagne                         | + 19 min 5 s                    |
| 3e                              | Sky                             | Royaume-Uni                     | + 19 min 26 s                   |
| modifier                        |                                 |                                 |                                 |

#### Classement aux points
| Classement par équipes aux points | Classement par équipes aux points | Classement par équipes aux points | Classement par équipes aux points | Classement par équipes aux points |
|                                   | Équipes                           | Pays                              |                                   | Point(s)                          |
| --------------------------------- | --------------------------------- | --------------------------------- | --------------------------------- | --------------------------------- |
| 1re                               | Astana                            | Kazakhstan                        |                                   | 418                               |
| 2e                                | Lampre-Merida                     | Italie                            |                                   | 242                               |
| 3e                                | Sky                               | Royaume-Uni                       |                                   | 221                               |
| modifier                          |                                   |                                   |                                   |                                   |

## Abandons
- 16 -  Oscar Gatto (Androni Giocattoli-Sidermec) : non-partant
- 38 -  Nicola Ruffoni (Bardiani CSF) : abandon
- 83 -  Stef Clement (IAM) : abandon
- 155 -  Thomas Danielson (Cannondale-Garmin) : abandon
- 218 -  Kristof Vandewalle (Trek Factory Racing) : non-partant